# Siège de Pampelune (1823)
Pour les articles homonymes, voir Siège de Pampelune.
Expédition d'Espagne
Batailles
- Expédition d'Espagne
- Sainte-Marguerite
- Campillo de Arenas
- Pampelune
- Trocadéro

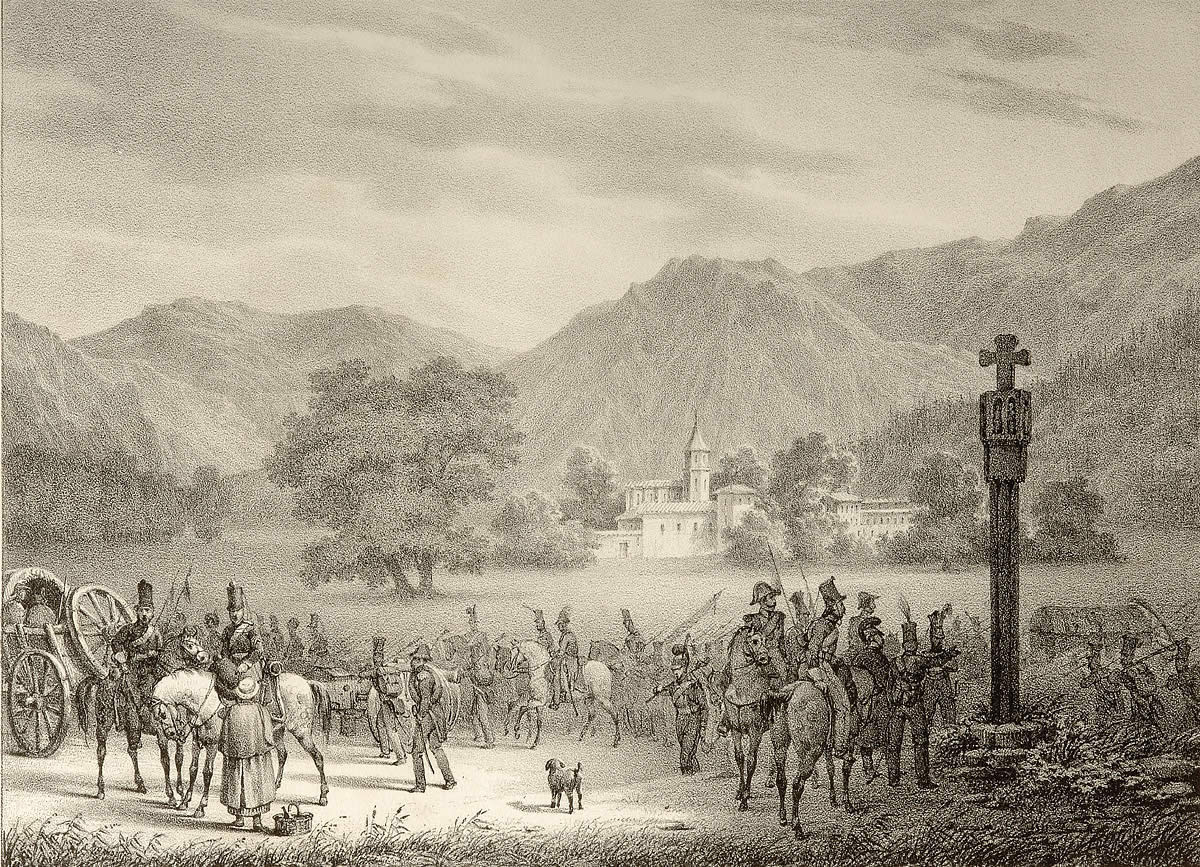
"Plaine de Ronceveaux[sic], 1823". Illustration montrant le passage du corps expéditionnaire français à Roncevaux.

Le Siège de Pampelune fait référence aux événements qui se sont déroulés dans la capitale de la Navarre d'avril à septembre 1823 pendant l’Expédition d’Espagne à l'époque du Triennat libéral (1820-1823).

## Contexte

### Situation générale en Espagne
En 1820, une révolution a contraint le roi d'Espagne Ferdinand VII à remettre en vigueur la Constitution de 1812 et à confier le pouvoir à des ministres libéraux. Les élections aux Cortès de 1822 donnent la victoire au libéral Rafael del Riego. Le roi Ferdinand VII se retire alors à Aranjuez, où il se considère comme prisonnier des Cortès. Ses partisans prennent les armes et tentent de remettre en place un régime absolutiste, mais leur soulèvement est maté par les forces constitutionnelles. Le roi Ferdinand VII, s'appuyant sur le  Traité de Paris, issu du congrès de Vienne, sollicite alors l'aide des monarques européens, rejoignant la Sainte-Alliance formée par la Russie, la Prusse, l'Autriche et la France pour restaurer l'absolutisme.
À la suite du traité secret signé le 22 janvier 1823 lors du congrès de Vérone, la France va alors envahir l'Espagne pour rétablir Ferdinand VII comme monarque absolu. Louis XVIII annonce le 28 janvier 1823, que « cent mille Français sont prêts à marcher en invoquant le nom de Saint Louis pour conserver le trône d'Espagne à un petit-fils d'Henri IV ». Les Espagnols appelleront l'armée française los Cien Mil Hijos de San Luis (« les Cent Mille Fils de Saint Louis ») ; le corps expéditionnaire français comporte en réalité 95 000 hommes.
Le 26 mars 1823, l'armée royaliste, jusqu'alors faible, est réorganisée en une division, dite Division royale de Navarre, placée sous le commandement du général Santos Ladrón de Cegama, qui franchit les Pyrénées et pénètre en Navarre à la fin du mois de mars 1823, sans doute le 26, tandis que les premières unités françaises le font le 7 avril.

### Situation particulière en Navarre
Depuis décembre 1821, la Navarre avait connu une succession de soulèvements et d'insurrections traditionalistes qui avaient été vaincus par les forces libérales de l'armée espagnole.
Dès avril 1822, une grande partie des régions de Navarre se positionneront en faveur du camp royaliste, mais la ville de Pampelune reste un important bastion constitutionnaliste contre les forces royalistes. Une partie de la population de la ville a cependant des sympathies royalistes, comme le démontre la manifestation du 19 mars 1822, réprimée dans le sang par la garnison militaire de la ville.

## Préparation du siège

### Combat d'Esteribar
Avec l'entrée de l'armée royaliste en Navarre, les constitutionnalistes, sous le commandement de l'ex-gouverneur d'Alicante « Chapalangarra » (surnom sous lequel Joaquín Romualdo de Pablo y Antón (es) était connu en Navarre), veulent répéter leur rapide victoire de la fin de 1821. Pour cela le bataillon de Séville de la Milice nationale, soutenu par d'autres unités constitutionnalistes, est dépêché de Pampelune vers la vallée Esteribar, afin d’intercepter l’armée royaliste près de la localité d’Urdaniz.
Toutefois, si les troupes constitutionnalistes sont bien comme prévu au contact de l'avant-garde de la Division Royale de Navarre près d'Urdaniz, ils trouvent une armée déjà en position pour l’affrontement, et elles sont reçues par des décharges d’armes à feu qui leur infligent d’entrée une centaine de tués. Ces pertes s’alourdissant au fur et à mesure que la bataille se poursuit, alors que les royalistes n’en ont pratiquement aucune, le gouverneur « Chapalangarra » donne l’ordre de repli vers la citadelle de Pampelune, poursuivi par les troupes du général Santos Ladrón de Cegama. Le combat d'Esteribar se solde par 400 tués et 700 prisonniers du côté constitutionnel.

### La Division royale de Navarre devant Pampelune
A l'issue de l'engagement d'Esteribar, les forces constitutionnalistes ne disposaient plus de forces suffisantes pour entreprendre d'autres sorties. De plus, dans le reste de la Navarre, l’activité des milices royalistes s'était intensifiée depuis le début de l'année et elles avaient même encerclé la ville d'Estella, de sorte que les constitutionnalistes ne pouvaient pas espérer de nouveaux renforts.
Dans ce climat défavorable à Chapalangarra, la Division royale de Navarre, sous le commandement du général Santos, atteint les murs de la ville et l'assiège, plaçant un quartier général sur le Mont Ezcaba, au nord de la ville, attendant pour passer à l’action l’arrivée des troupes françaises, sous le commandement du comte Charles d'Espagnac, alias Carlos d'Espagne.

## Siège

### Début du siège et dissensions franco-espagnoles
Le 10 avril 1823, le 5e corps des Cent Mille Fils de Saint Louis, sous le commandement du comte de Molitor, arrive, date à laquelle le siège de la ville commence officiellement.
Pendant le siège, on rapporte qu'il y a eu de nombreux désaccords entre les volontaires royalistes et l'armée absolutiste étrangère. Bien que la Division royale de Navarre n'ait pas beaucoup opéré sur d'autres fronts, les unités de Carlos María Isidro de Borbón ont soulevé de nombreux ressentiments parmi les officiers français pour leurs actions erratiques, bien que du point de vue espagnol, ce sont les machinations des Français qui les ont rendus méfiants à leur égard.
La situation est telle que lorsque le vice-roi Charles part pour Saragosse, le comte d'Espagne oblige le comte de Molitor à l'accompagner avec tout son 5e corps, renforcé par les chasseurs de la Marne et les hussards de la Meuse pour soutenir et garder le prince espagnol, tandis qu'il désigne le général de Conchy pour une action militaire directe à Pampelune.
À partir du 10 avril, la ville est constamment soumise aux bombardements des assiégeants, tandis qu'à l'intérieur des murs, les actions contre les sympathisants royalistes se multiplient. Les sources indiquent que 30 résidents ont été expulsés de la ville au cours des quatre premiers jours du siège, et que 130 familles ont quitté la ville entre avril et juillet.
Le 26 août 1823, un nouveau refus du gouverneur civil de Pampelune, Sánchez Salvador, de rendre la ville alors que les troupes françaises sont encore sur le sol espagnol, conduit les officiers français et royalistes à décider d'une attaque frontale contre la ville. Le lendemain, le général français de Conchy meurt de maladie après des mois de détérioration de son état. Le Marquis de Lauriston lui succède officiellement dans le poste de commandant en chef, bien qu’il ait occupé cette fonction de facto depuis un certain temps. Il installe son quartier général dans la ville d'Orcoyen et décide, avec les autres commandants, que le combat en vue de la prise de la ville commencera le 5 septembre, jour jusqu'auquel la pression des bombardements s'intensifiera avec 200 nouveaux canons arrivés en renfort de France et de nombreuses munitions apportées par l'Armée des Pyrénées.

### Bombardements
Ainsi, jusqu'au 5 septembre, les bombardements contre la ville se succèdent. L'artillerie très réduite des défenseurs y répond assez faiblement. Le journal royaliste El Restaurador rapporte dans sa publication du 5 septembre que Pampelune a été un brasier pendant trois jours, après avoir été bombardée la veille à partir de 4 heures du matin. Ce même jour à midi, 195 obus avaient explosé dans la ville, causant des dommages considérables aux bâtiments.
.

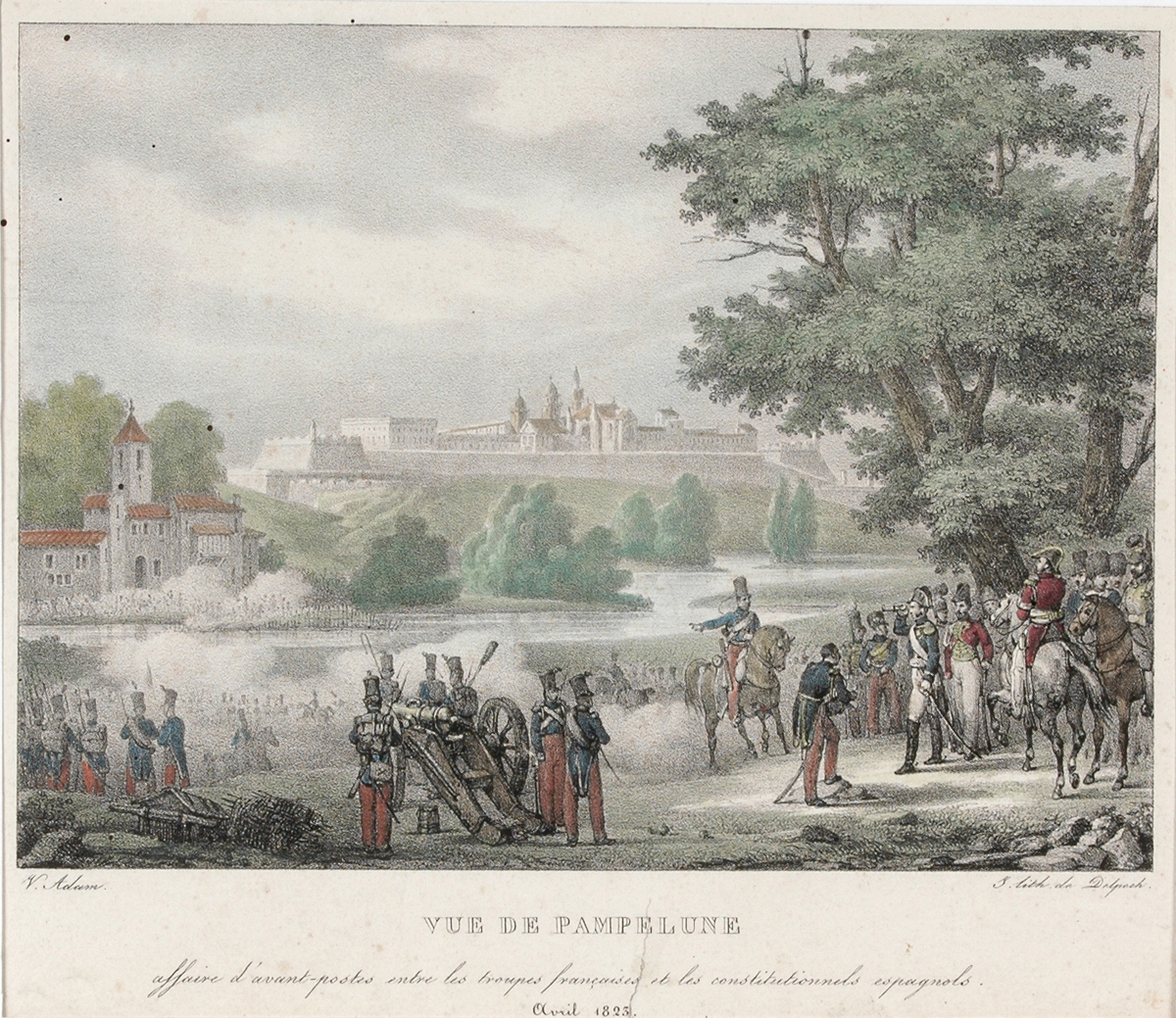
"Vue de Pampelune, 1823". Illustration montrant le siège vers juillet ou août 1823

Lors des derniers bombardements, le général Damrémont, arrivé avec les derniers renforts français, se fait remarquer par l'efficacité de son unité : sa batterie de 80 canons et obusiers, positionnée dans l'actuel quartier d’Arrotxapea, parvient à faire sauter des bâtiments à l'intérieur de la citadelle de Pampelune, en maintenant le feu à l'intérieur de celle-ci.
Le 12 septembre en 1823, le comte de Guilleminot, l'officier français chargé d'étudier l'enceinte fortifiée de Pampelune en vue de l'attaque, conclut son étude et en informe le haut commandement. S'ensuivent des jours de grande tension au cours desquels la junte libérale de la ville se réunit pour discuter de la question de l'affrontement, sachant qu'elle est déjà pratiquement vaincue.

### Assaut final
Le 16 septembre, le commandement français décide l’assaut de la ville par l'infanterie, précédé d'une forte préparation d'artillerie, de sorte qu'aux premières heures de ce jour, vers quatre heures et demie du matin, le bombardement s'intensifie. Un officier royaliste en liaison avec les forces de Vitoria écrira que ce dernier bombardement a entraîné la destruction de 66 maisons, de 3 monastères et l'endommagement de la Cathédrale de Pampelune. En outre, deux déserteurs fuyant la ville ont affirmé savoir que des religieux et des citoyens étaient morts à cause des bombes et de la famine, sans pouvoir préciser le nombre de ces morts.
Au milieu de la matinée, l'infanterie prend position près de la ville, pour lancer l'assaut le jour même, mais cela ne sera pas nécessaire, car, à midi, les troupes qui défendent la citadelle n'ont plus de munitions et hissent un drapeau blanc, qui sera temporairement retiré par un groupe de libéraux exaltés qui veulent se battre jusqu'au bout, ce que le conseil municipal ne ratifie pas, voulant éviter le pillage de la ville.

### Capitulation de la ville

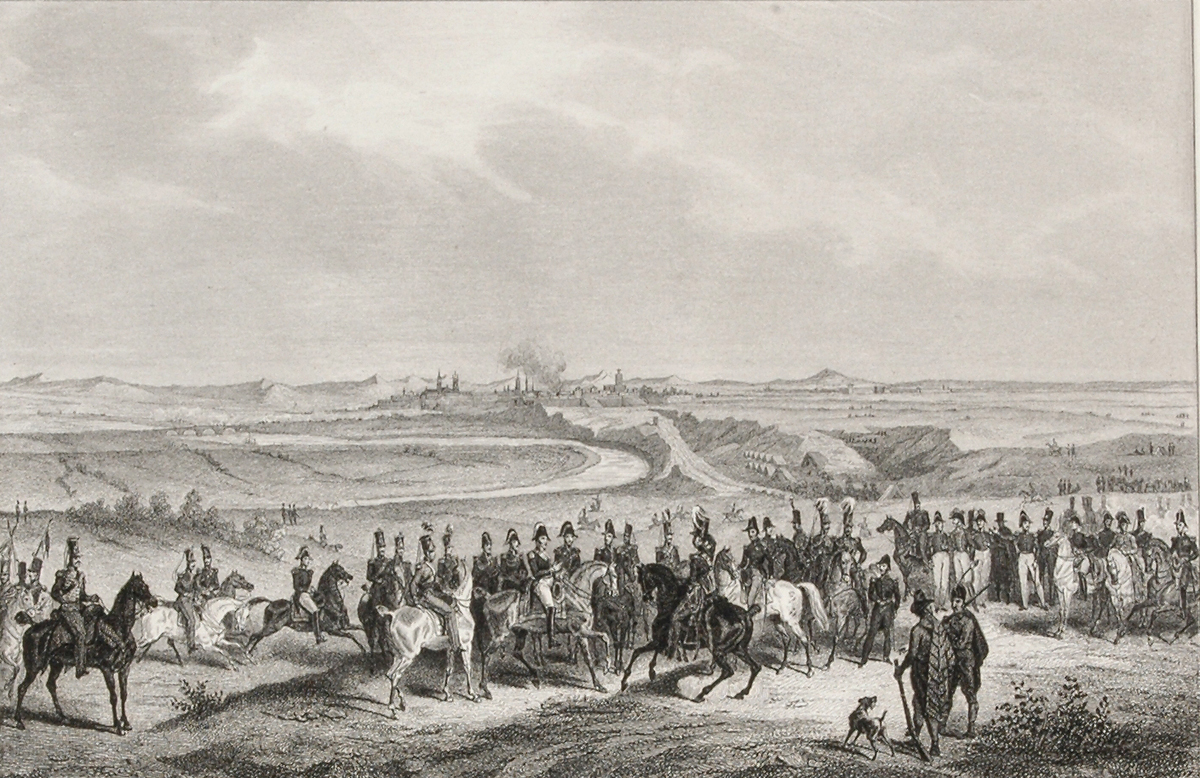
"Prise de Pampelune, 1823". Illustration parue dans des journaux en France

Finalement, le 16 septembre 1823 à 18 heures, la ville hisse définitivement le drapeau blanc et, le 17 septembre à l'aube, la capitulation est signée par Ramón Sánchez Salvador, commandant général de la province de Navarre, et le maréchal, baron de Saint-Cyr Nugués, représentant le Marquis de Lauriston.
Les dispositions les plus importantes de l'accord de capitulation étaient l'interdiction de saccager la ville, pour laquelle le conseil municipal a effectué un paiement aux Français à partir de la fortune personnelle des citoyens les plus riches de la ville et non à partir des coffres publics, et la cession de la ville aux forces françaises, qui voulaient s'assurer un passage sûr en Espagne entre San Sebastián et Pampelune en attendant l'issue de la bataille du Trocadéro.